# عصام خلف الحسيني
الدكتور عصام خلف محمد خلف الحسيني (6 مايو 1939 - 23 أغسطس 2015) عالم رياضيات واحصاء مصري، شغل منصب أستاذ ورئيس قسم الرياضيات والإحصاء بكلية العلوم جامعة أسيوط سابقا واستاذ الرياضيات غير المتفرغ بكلية العلوم جامعه الاسكندريه سابقا، حاز على جائزة الدولة التشجيعية في العلوم الرياضية عام 1983.

## نشأته وحياته
ولد في 6 مايو 1939 في محافظة أسيوط من اسرة تقدرالعلم والدين فجده الأستاذ العلامة الشيخ محمد بن علي بن خلف الحسيني (الشهير بالحداد) شيخ المقارئ بالديارالمصرية الذي كتب المصحف بيده الطاهرة على الطريقة الموافقة للرسم العثماني، فأمر الملك فؤاد الأول بطبعه، ومكافئته على ذلك، فأعطاه بوزن المصحف ذهبًا، فردَّه عليه قائلاً: «نحن لا نشتري بآيات الله ثمنًا قليلاً»، ووالده الاستاذ خلف محمد خلف الحسيني مدير مديرية التربية والتعليم بمحافظة اسيوط وهوعالم من علماء اللغة العربية والدين وله كثير من المؤلفات الدينية في تفسير القرآن وخاله الاستاذ الدكتور أحمد حماد الحسيني أستاذ علم الحيوان بكلية العلوم جامعة عين شمس سابقا وهو من علماء علم الحيوان ومؤلف كتاب (بيولوجيا الحيوان) الذي يعد من أكبر المراجع في هذا العلم ويدرس في جميع الجامعات المصرية وشقيقه الاكبرالاستاذ الدكتورمحمد خلف الحسيني أستاذ طب وجراحة العيون ومؤسس ورئيس لهذا القسم بكليه الطب جامعة اسيوط سابقا وشقيقه الاصغرالاستاذ الدكتورعماد الدين خلف الحسيني عالم الاتصالات واستاذ بقسم هندسة الاليكترونيات والاتصالات الكهربية بكليه الهندسة جامعة القاهرة.
انتقل الي القاهرة ليلتحق بكلية العلوم قسم الرياضيات والفيزياء جامعه عين شمس وحصل علي بكالوريوس العلوم (1960) وكان ترتيبه الأول علي دفعته وعين معيدا (1960- 1962) بقسم الرياضيات كلية العلوم جامعة اسيوط.
سافر الي الولايات المتحدة الأمريكية (1962) وحصل علي الماجستير في الرياضيات والإحصاء من جامعة ستانفورد بولاية كاليفورنيا الأمريكية (1964) ثم حصل علي الدكتوراه في الرياضيات والإحصاء من جامعه تكساس A&M بولاية تكساس الأمريكية (1971)

### العمل بجامعات الولايات المتحدة الأمريكية
عمل بالولايات المتحدة الامريكيه كمدرس للرياضيات بجامعة A&M تكساس (1968-1970) ومساعد للدراسات العليا بمعهد الإحصاء بجامعة A&M تكساس (1970-1971)

### العمل بجامعات مصر
- عاد الي مصر (1972) ليتدرج في المناصب العلمية فعمل استاذا مساعدا بقسم الرياضيات بمعهد حلوان للتكنولوجيا بالقاهرة (فبراير- يولية 1972)
- عاد الي اسيوط ليعمل استاذا مساعدا (1972-1976) ثم استاذا للرياضيات بكلية العلوم جامعة اسيوط (1976)
- عمل رئيسا لقسم الرياضيات بكلية العلوم جامعة اسيوط (1987-1990)
- عمل استاذا للأحصاء بقسم الرياضيات كليه العلوم جامعة الإسكندرية (2007)

### العمل بالجامعات العربية
- عمل استاذا للرياضيات والأحصاء بقسم الرياضيات كلية العلوم جامعة العين بالامارات العربيه المتحدة (1982-1986)
- عمل استاذا للأحصاء بقسم الإحصاء كليه العلوم جامعة الملك عبد العزيز بجدة المملكة العربية السعودية (1992-1997)
- عمل استاذا للأحصاء بقسم الإحصاء وبحوث العمليات جامعة الكويت بالكويت في (2003-2007)

## الجوائز
- وسام التميز لكونه الأول علي خريجي 1960 في الرياضيات والفيزياء، جامعه عين شمس سلمها له رئيس مصر في عيد العلم (1961).[بحاجة لمصدر]
- جائزة الدولة التشجيعية في العلوم الرياضية ومنحت من اكاديمية البحث العلمي والتكنولوجيا في مصر (1983)
- وسام الاستحقاق من الدرجة الأول في العلوم والفنون ومنحت من اكاديمية البحث العلمي والتكنولوجيا في مصرسلمها له رئيس مصر (1985)
- جائزة هارتلي للتميز في البحث العلمي في الإحصاء ومنحت من جامعة تكساس بالولايات المتحدة الأمريكية (2006).[1]

## وصلات خارجية
- السيرة الذاتية للدكتور عصام الحسيني - جامعة أسيوط